# Göte Karlström
Göte Karlström, född 1921 i Västerås död 1977, var en svensk bandyspelare. Han spelade bandy i Västerås SK, IF Vesta, IFK Uppsala samt slutligen i Tillberga IK. Han spelade fem SM-finaler och vann två av dem, 1942 och 1943.